# CLIC3
CLIC3 (англ. Chloride intracellular channel 3) – білок, який кодується однойменним геном, розташованим у людей на короткому плечі 9-ї хромосоми. Довжина поліпептидного ланцюга білка становить 236 амінокислот, а молекулярна маса — 26 648.
| 10         |  | 20         |  | 30         |  | 40         |  | 50         |
| ---------- |  | ---------- |  | ---------- |  | ---------- |  | ---------- |
| MAETKLQLFV |  | KASEDGESVG |  | HCPSCQRLFM |  | VLLLKGVPFT |  | LTTVDTRRSP |
| DVLKDFAPGS |  | QLPILLYDSD |  | AKTDTLQIED |  | FLEETLGPPD |  | FPSLAPRYRE |
| SNTAGNDVFH |  | KFSAFIKNPV |  | PAQDEALYQQ |  | LLRALARLDS |  | YLRAPLEHEL |
| AGEPQLRESR |  | RRFLDGDRLT |  | LADCSLLPKL |  | HIVDTVCAHF |  | RQAPIPAELR |
| GVRRYLDSAM |  | QEKEFKYTCP |  | HSAEILAAYR |  | PAVHPR     |  |            |

A: Аланін

C: Цистеїн

D: Аспарагінова кислота

E: Глутамінова кислота

F: Фенілаланін

G: Гліцин

H: Гістидин

I: Ізолейцин

K: Лізин

L: Лейцин

M: Метіонін

N: Аспарагін

P: Пролін

Q: Глутамін

R: Аргінін

S: Серин

T: Треонін

V: Валін

Кодований геном білок за функціями належить до іонних каналів, потенціалзалежних каналів, хлорних каналів, фосфопротеїнів. 
Задіяний у таких біологічних процесах, як транспорт іонів, транспорт. 
Білок має сайт для зв'язування з хлоридом. 
Локалізований у цитоплазмі, ядрі, мембрані.